# ルンガ川 (ソロモン諸島)

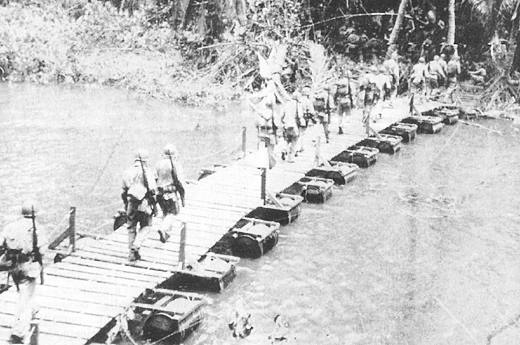
ルンガ川に架かった舟橋を渡るアメリカ海兵隊員。1942年9月ないし10月撮影

ルンガ川（ルンガがわ、英語: Lunga River）は、ソロモン諸島・ガダルカナル島北部を流れる川。山岳地帯に源を発し、アイアンボトム・サウンド（サボ海峡）に注いでいる。

## 参考
- “Lunga River” (Spanish). La Tierra.   www.tutiempo.net (n.d.). 2007年1月26日閲覧。
- Flahavin, Peter (2004年). “Guadalcanal Battle Sites, 1942-2004”. 2006年8月2日閲覧。

座標: 南緯9度26分05.67秒 東経160度02分01.12秒 / 南緯9.4349083度 東経160.0336444度